# Campiglossa obscuripennis
Campiglossa obscuripennis este o specie de muște din genul Campiglossa, familia Tephritidae. A fost descrisă pentru prima dată de Friedrich Hermann Loew în anul 1850. Conform Catalogue of Life specia Campiglossa obscuripennis nu are subspecii cunoscute.